# شحرور أحمر الجناح
شحرور أحمر الجناح (الاسم العلمي: Agelaius phoeniceus) (بالإنجليزية: Red-winged Blackbird)‏ هو نوع من الطيور يتبع جنس الشحرور السربي من فصيلة الصفراويات.